# Caltha palustris

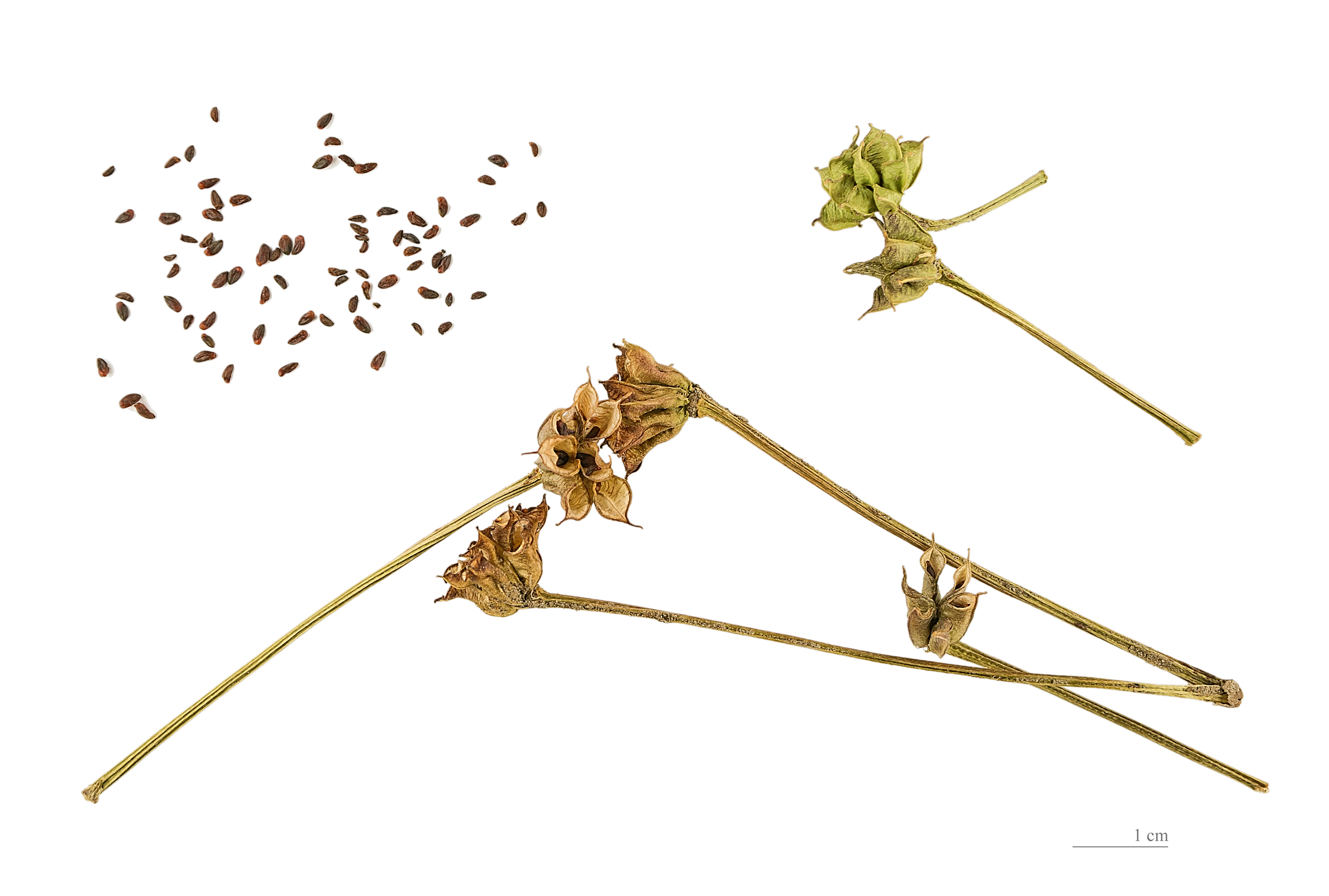
Caltha palustris

Caltha palustris (L., 1753), comunemente nota come calta palustre, è una piccola pianta perenne, alta fino a 50 centimetri, glabra, dai fiori colorati di giallo intenso, appartenente alla famiglia delle Ranunculaceae e diffusa nell'interno emisfero boreale.

## Tassonomia
Il genere Caltha comprende poche specie (una decina o più circa, di cui una spontanea in Italia) tutte dell'emisfero boreale con qualche rara apparizione in quello australe.

In alcuni trattati di botanica il nome della famiglia è modificato in Ranuncolacee.

Calta palustre viene considerata una pianta molto antica, come per altre specie della famiglia delle Ranunculaceae, infatti anche per questo fiore si parla di poliandria primaria, ossia una struttura primitiva (dal punto di vista evolutivo) caratterizzata da numerosi stami in disposizione spiralata per favorire al massimo la fecondazione e quindi la propagazione della specie. È sopravvissuta inoltre alle varie glaciazioni fiorendo nell'Europa del Nord dopo l'ultima ritirata del ghiaccio.

### Varietà
Questa pianta è considerata altamente polimorfica, mostra delle variazioni continue e indipendenti in molte caratteristiche. Il corredo cromosomico è 2n = 32, questo indica appunto una specie molto instabile. Ad esempio spesso si ha una trasformazione degli stami in apparenti organi petaloidei, con generazione di fiori doppi.
Anche il frutto è variabile soprattutto nella forma dei singoli follicoli che servono così a distinguere alcune sottospecie del territorio italiano:
- Caltha palustris L. subsp. palustris: i follicoli si presentano irregolarmente ellittici (sono ricurvi sia ventralmente che dorsalmente); all'apice è presente un becco di circa 1,5 millimetri.
- Caltha palustris L. subsp. cornuta ((Schott, Nyman & Kotschy) Hegi, 1912): i follicoli si presentano come una “S” ristretta progressivamente verso l'apice che si trasforma in un semi - becco uncinato di 2 millimetri.
- Caltha palustris L. subsp. laeta ((Schott, Nyman & Kotschy) Hegi, 1912): la struttura dorsale dei follicoli è dritta, mentre la parte ventrale è ricurva presentandosi così come delle piccole falci.

Altre varietà si presentano fuori dell'Italia:
- Caltha palustris var. alba: questa varietà è originaria dell'Himalaya; i suoi fiori sono bianchi mentre gli stami sono gialli. Se la zona in cui vive la pianta è abbastanza calda, questa sboccia due volte all'anno (in Primavera e in Autunno).
- Caltha palustris var. plena: è simile alla specie principale ma i fiori sono doppi e di giallo più intenso.
- Caltha palustris var. purpurascens: i peduncoli fiorali sono rosso – porporini, contrastando così vivamente con il giallo laccato e brillante dei fiori.

Qui vengono indicate inoltre ulteriori varietà che per molti autori però sono altrettanti sinonimi della specie principale:
- subsp. alpestris (Schott & al.) H. Neumayer (1942)
- subsp. arctica (R. Br.) Hultín
- subsp. minor (Miller) P. Fourn. (1936)
- subsp. procumbens (G. Beck) Neumayer (1942)
- var. abortiva Lamotte (1876)
- var. alpestris (Schott, Nyman & Kotschy) Rouy & Foucaud (1893)
- var. cornuta(Schott, Nyman & Kotschy) Rouy & Foucaud (1893)
- var. decumbens Lamotte (1876)
- var. flabellifolia (Pursh) Torrey & A. Gray (1836)
- var. latifolia(Schott, Nyman & Kotschy) Rouy & Foucaud (1893)
- var. major  (Miller) DC. (1817)
- var. minor  (Miller) DC. (1817)
- var. parviflora F. Gírard (1890)
- var. radicans  (T.F. Forster) Hooker
- var. stagnalis Magnier ex Rouy & Foucaud (1893)

### Sinonimi
Nel corso del tempo la Caltha palustris è stata chiamata con diversi nomi (definiti ora dalla comunità scientifica come sinonimi, anche se per certi autori alcuni di questi dovrebbero essere assegnati a delle sottospecie):
- Caltha alpestris Schott, Nyman & Kotschy (1854)
- Caltha alpina Schur (1866)
- Caltha arctica R. Br. in W. Parry (1821)
- Caltha cespitosa Schipczinski (1921)
- Caltha cornuta Schott, Nyman & Kotschy (1854) (sinonimo = C. palustris subsp. cornuta)
- Caltha flabellifolia Pursh (1814)
- Caltha guerangerii Boreau in Billot (1855)
- Caltha holubyi (Schur) G. Beck (1886)
- Caltha laeta Schott, Nyman & Kotschy (1854) (sinonimo = C. palustris subsp. laeta)
  - subsp. alpestris (Schott, Nyman & Kotschy) P. Fourn. (1936)
  - subsp. rostrata (Borbás) Jáv. (1924)
- Caltha latifolia Schott & al. (1854)
- Caltha longirostris G. Beck (1886)
- Caltha minor Miller (1768)
- Caltha polypetala Hochst. ex Lorent
- Caltha procumbens (G. Beck) Huth in Baenitz (1894)
- Caltha radicans T.F. Forster (1807)
- Caltha rostrata Borbás (1887)

## Etimologia
Il nome del genere si fa derivare dalla corruzione di una parola greca (Kalathos o Kalazos = corbello, paniere, coppa, contenitore in genere) indicante la forma del fiore dato dai suoi ricurvi petali.

Il termine specifico è derivato dalle zone dove questo fiore si trova più facilmente (Palustris = dalle paludi).
Prima delle moderne classificazioni (ancora ai tempi di Tournefort) col nome volgare di “Caltha” si indicavano diverse piante anche assai dissimili. Ad esempio la “Calta dei giardinieri” (l'attuale Calendula); oppure la “Calta dei campi” (il ranuncolo dei campi); oppure “Calta piovosa” (la nostra Calla). Questo spiega anche la lunga lista di sinonimi citati nel paragrafo precedente.

## Morfologia

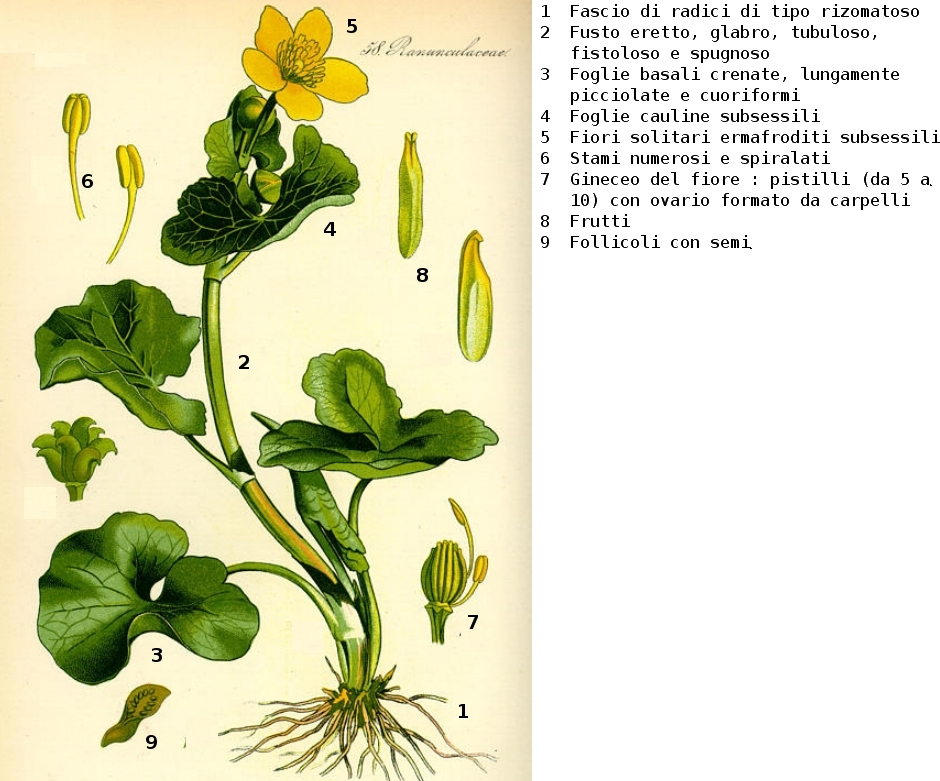
Descrizione delle parti della pianta.

La forma biologica della pianta è emicriptofita rosulata (H ros) si tratta quindi di una pianta perennante per mezzo di gemme poste al suolo e con foglie disposte in rosetta basale.

### Radici
La radice è di tipo rizomatoso con appendici ingrossate (diametro 2 - 4 millimetri); queste consistono in un fascio di radici carnose, semplici e sparse.

### Fusto
I fusti sono eretti, glabri, tubulosi o fistolosi, spugnosi e striati longitudinalmente; a volte sono rampicanti. Possono inoltre avere delle radici avventizie ai nodi inferiori.

### Foglie

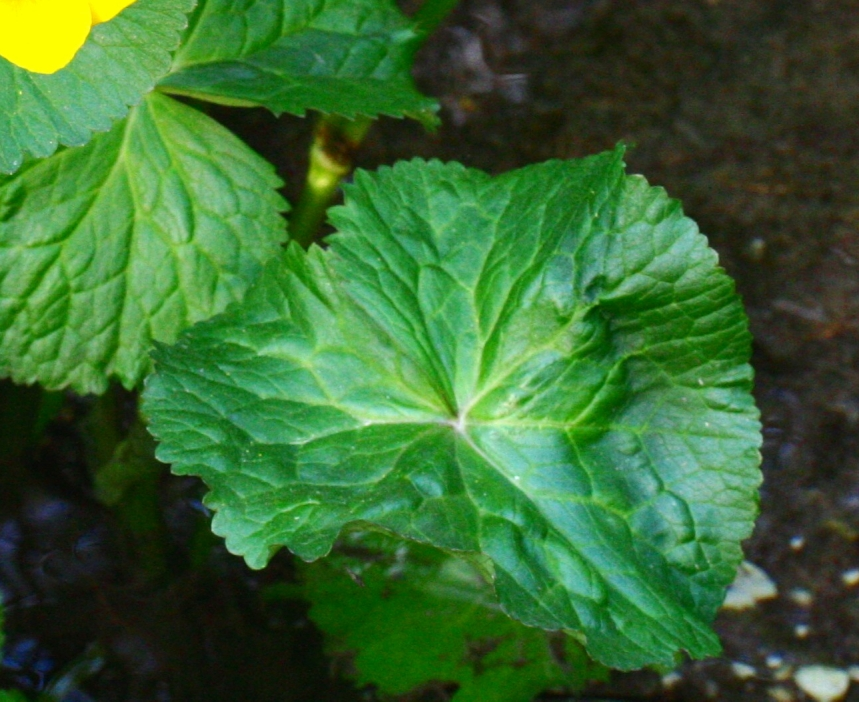
Foglie largamente cuoriformi

- Foglie basali: le foglie basali sono lungamente picciolate (dai 5 ai 20 centimetri) con lamina intera a forma di cuore molto allargato (cordato - reniforme); l'apice è ottuso, mentre il margine è lievemente dentato o crenato; la foglia è palminervia e di sostanza carnosa; il colore è verde scuro sebbene la superficie fogliare si presenti lucida quasi brillante. Dimensione media delle foglie: larghezza 6 – 8 centimetri e lunghezza 5 – 7 centimetri.
- Foglie cauline: le foglie cauline sono simili a quella basali ma più piccole procedendo verso la parte alta del fusto; sono inoltre sessili o subsessili. Tutte le foglie sono caduche.

### Fiori

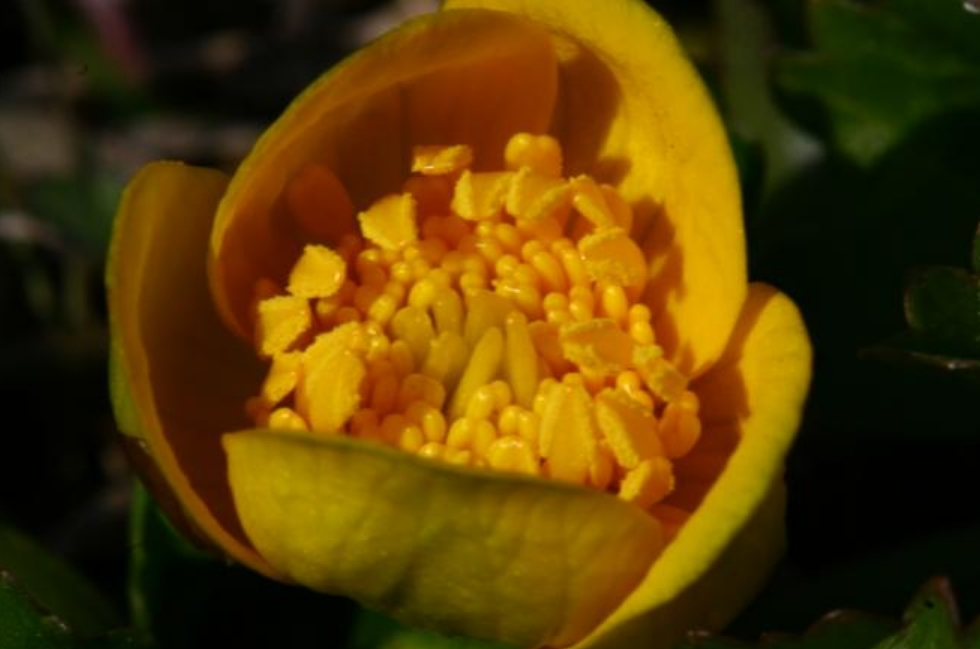
Stami e pistilli spiralati

I fiori sono ermafroditi; si trovano solitari all'estremità dello stelo e sono in numero di 2 – 7 per ogni pianta; sono grandi fino a 5 centimetri di colore giallo uovo e dalla superficie lucida come le foglie; i peduncoli dei fiori sono lunghi fino a 5 centimetri.
- Calice: il calice è assente (senza sepali).
- Corolla: la corolla ha da 5 a 8 petali (sono questi che colorano la pianta e vengono chiamati anche sepali - petaloidei); il retro del petalo è lievemente verdognolo. Dimensione dei petali: larghezza 8 – 13 millimetri e lunghezza 13 – 20 millimetri.
- Androceo: gli stami sono in disposizione spiralata e sono gialli e copiosi, come in tutta la famiglia delle Ranunculaceae. Lunghezza degli stami: 7 millimetri.
- Gineceo: i pistilli sono in numero di 5-10 come i carpelli dell'ovario; sono questi gli organi provvisti di nettari.
- Fioritura: il periodo di fioritura va da marzo a giugno; la fioritura in genere è molto breve.
- Impollinazione: impollinazione tramite insetti (api, coleotteri e mosche).

### Frutti
I frutti sono dei follicoli (10 in tutto) che insieme formano una infruttescenza a stella in quanto sono compressi e piatti. La dimensione di ogni follicolo in lunghezza è di 10 millimetri mentre in larghezza è di 3 millimetri. Il dorso è lievemente arcuato. All'interno si trovano parecchi semi.

## Distribuzione e habitat
- Geoelemento: il tipo corologico è definito come circumboreale (Circumbor.) e quindi relativo alle zone fredde e temperate dell'emisfero boreale.
- Diffusione: la specie è distribuita in Europa, Asia settentrionale e America settentrionale. In Italia si trova prevalentemente nel settentrione, nella Toscana e in Calabria.
- Habitat: quasi sempre sponde e alvei dei ruscelli o zone acquitrinose (stagni), ma anche luoghi erbosi e molto umidi.
- Diffusione altitudinale: dal piano a 2.000 m s.l.m.

## Usi
Questa pianta è considerata acre e corrosiva in ogni sua parte ed è considerata anche infestante in quanto è rifiutata dal bestiame. Si riferiscono diversi casi di conseguenze dannose a seguito sia di esperimenti medicinali che culinari. La manipolazione eccessiva della pianta può causare delle chiazze cutanee o semplicemente della dermatite.

### Farmacia
- Sostanze presenti: colina, flavonoide e altre; ma anche sostante velenose come le saponine che sono tossiche.
- Proprietà curative: antireumatiche, diuretiche, antispasmodiche, calmanti il dolore, diaforetiche, espettoranti.
- Parti usate: le foglie essiccate si usano per fare cataplasmi. È anche usata in medicina omeopatica.

### Cucina
In cucina nei tempi passati venivano usate le foglie e le radici o i giovani fiori messi sotto aceto. Attualmente questa pianta è stata bandita dalla cucina in quanto (come tutte le Ranunculaceae) contiene diverse sostante velenose.

### Industria
Nell'industria questa pianta viene usata per ricavare dei coloranti (tintura gialla dai fiori). Nel campo alimentare i boccioli chiusi sono usati dai sofisticatori per surrogare i capperi sotto salamoia.

### Giardinaggio
La "Calta" è spesso usata per coprire (nascondere) i bordi antiestetici dei giardini. Infatti una volta piantata il suo fitto fogliame creerà una zona tutta verde molto omogenea.

Non è chiaro quando questa pianta sia entrata nell'ambiente orticolo in generale, ma sappiamo da un certo Padre Ferrari (la cui opera conseguì l'imprimatur nel 1632) come questa pianta doveva essere coltivata nei giardini di quell'epoca. Si presume quindi che doveva essere conosciuta già dal XVI secolo.

## Galleria d'immagini

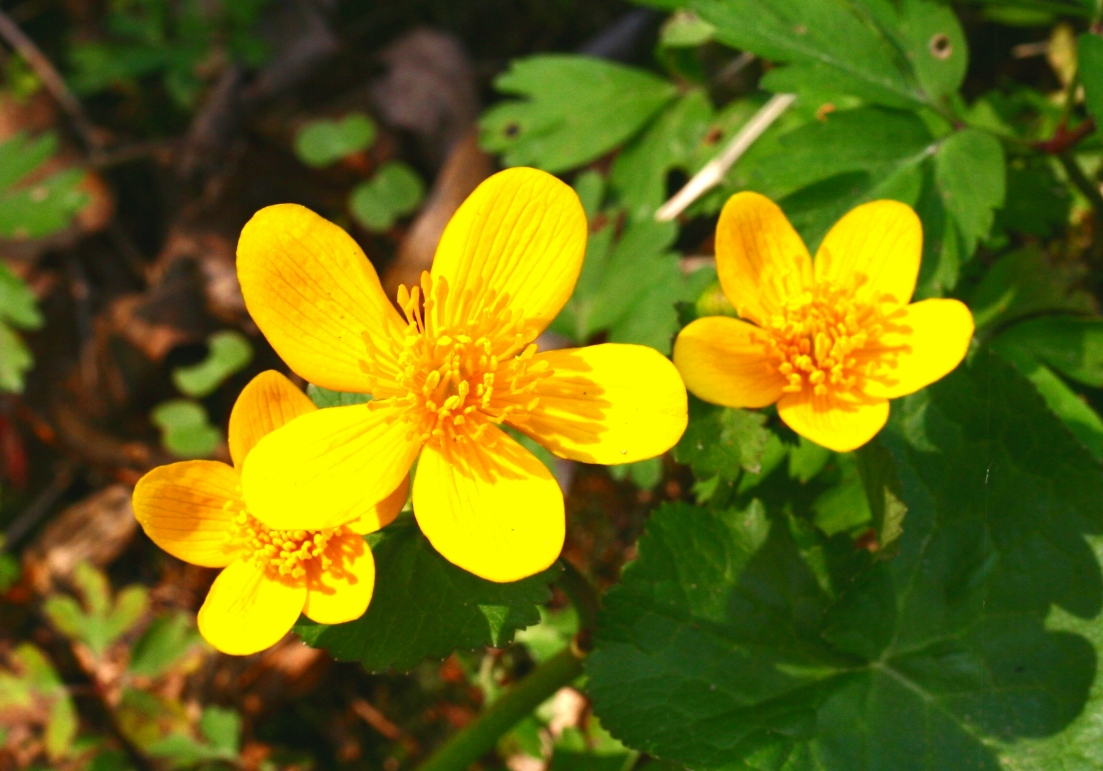
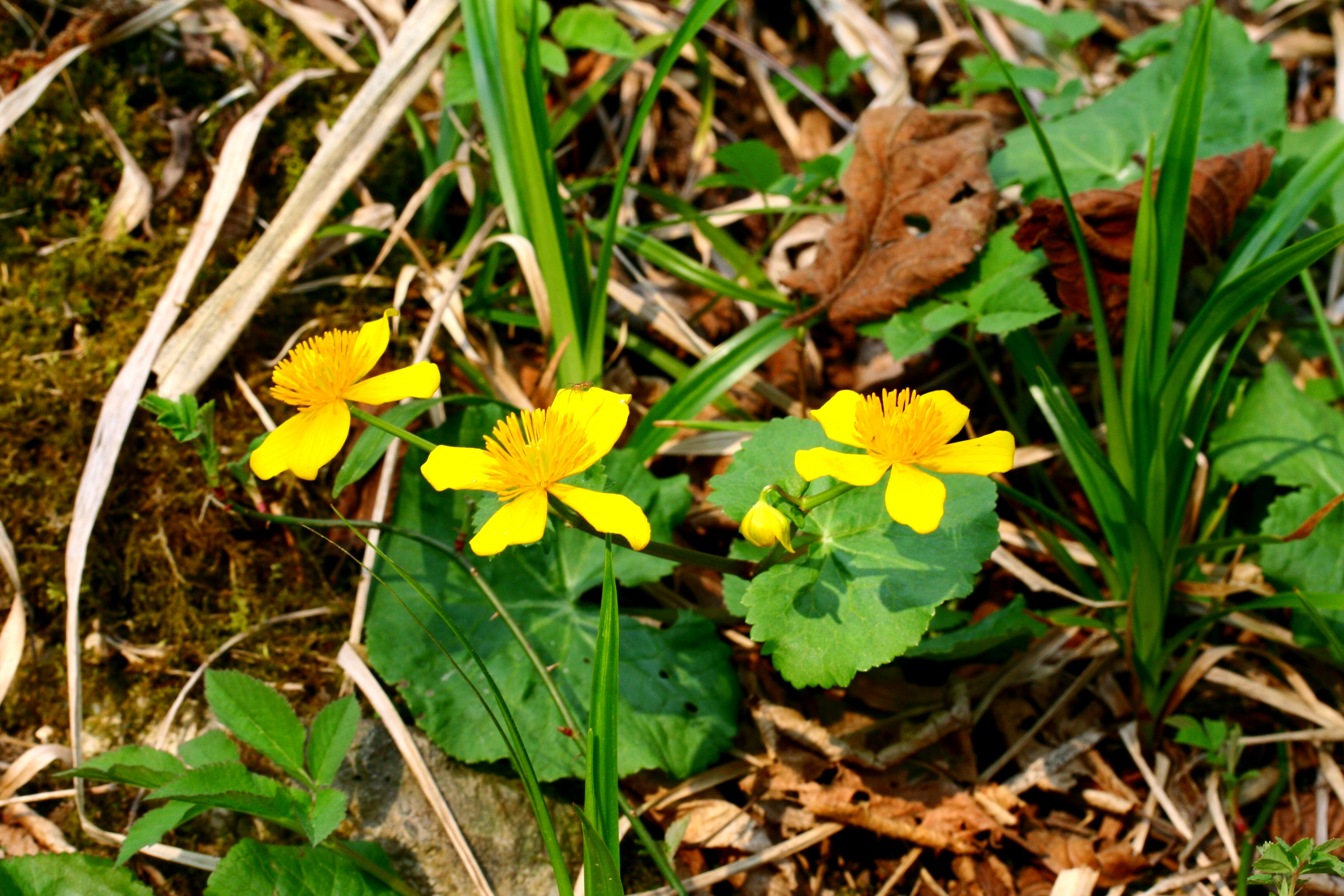
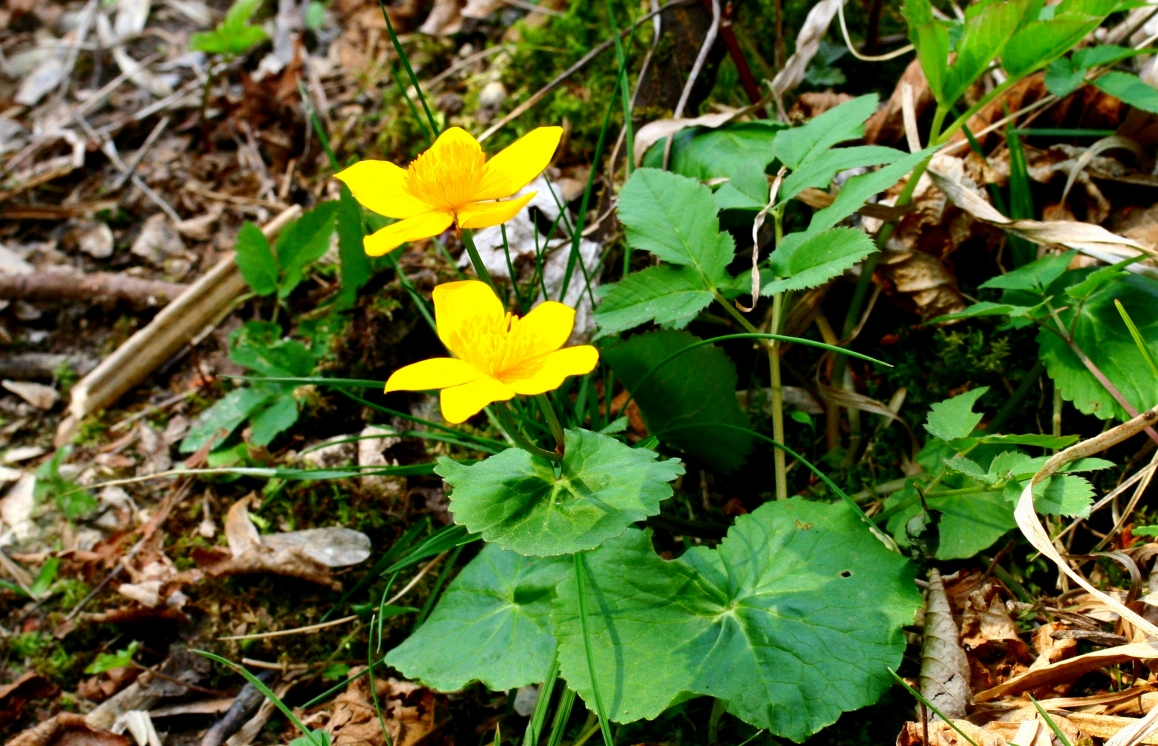
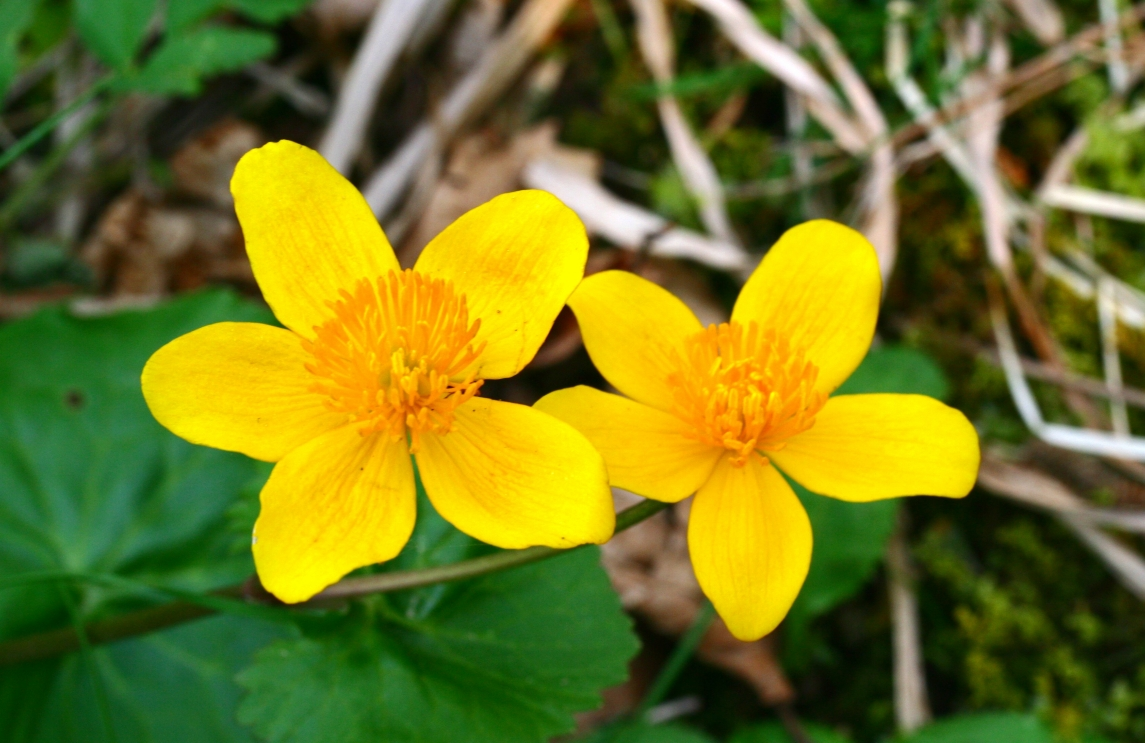
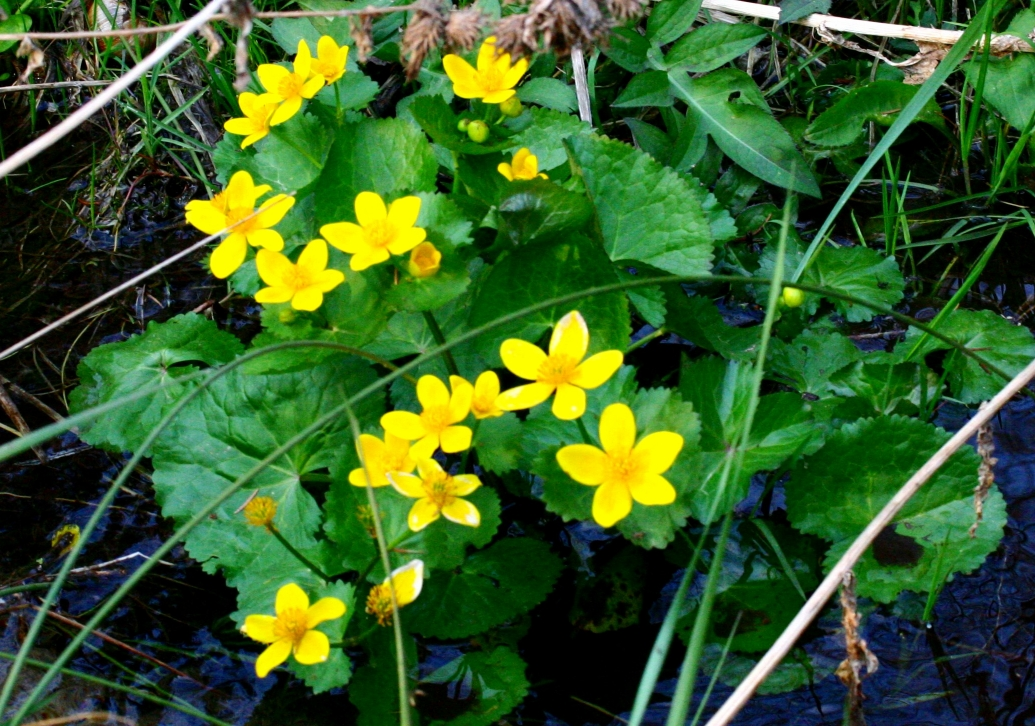
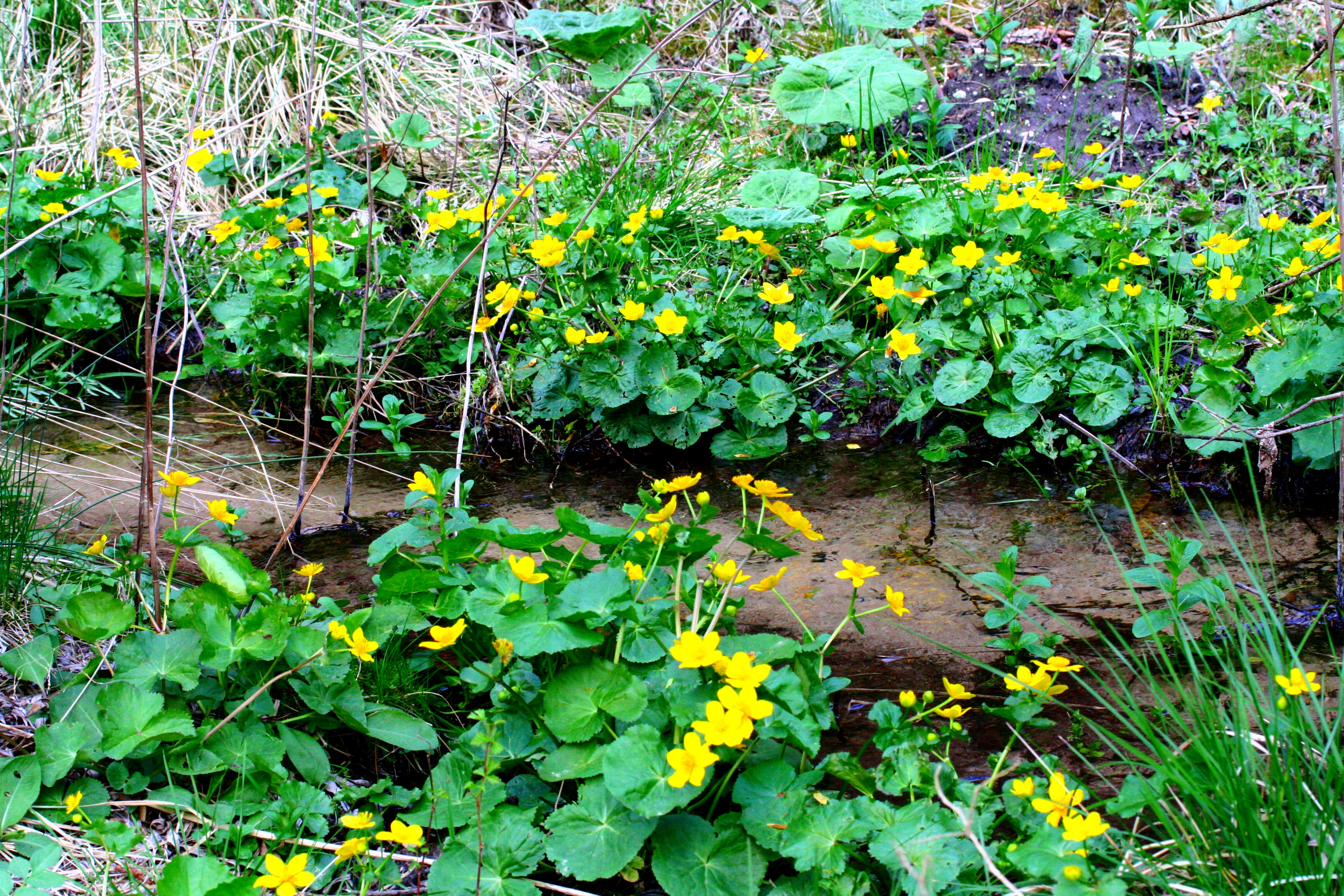